# Nord-Trøndelag
Nord-Trøndelag  [ˈnuːɽ ˈtrœndəˈlɑːɡ] (?·pàg.) («Trøndelag del nord») va ser un comtat de Noruega situat al centre del país, al nord de l'actual comtat de Trøndelag. Limitava al nord amb el comtat de Nordland i al sud amb l'antic comtat de Sør-Trøndelag, així com amb Suècia a l'est i amb el mar de Noruega a l'oest. El comtat va ser establert el 1804, quan l'antic Trondhjems amt va ser dividit en dos comtats: Nordre Trondhjems amt i Søndre Trondhjems amt. En 2016, els consells dels dos comtats van votar a favor de tornar a fusionar-se en un sol comtat l'1 de gener de 2018. La capital n'era Steinkjer.
El comtat tenia 135.142 habitants el 2014, així com una superfície de 22.412 km², que el convertien en el quart comtat menys poblat del país, tot i que el sisè més extens geogràficament. La major part de la població es concentra a la capital i als municipis dels voltants: Stjørdal, Levanger, Namsos i Verdal, tots ells entre 21.000 i 12.000 habitants.
L'economia de la regió se centra principalment en els serveis, tot i que hi ha indústries importants d'agricultura, pesca, energia hidroelèctrica i silvicultura. Tenia el producte interior brut per capita més baix de tots els comtats del país.
Nord-Trøndelag està banyada a l'est al llarg del fiord de Trondheim, i és la zona més poblada, amb molta agricultura. A la part occidental del comtat hi ha diverses valls grans i està força despoblada, amb quatre parcs nacionals. El llac més extens és Snåsavatnet, mentre que els rius principals són Namsen, Verdalselva i Stjørdalselva.
El districte d'Innherred, al sud del comtat, era una àrea important durant l'època dels vikings i s'hi dugué a terme la batalla de Stiklestad. A partir de la dècada de 1950, el comtat va experimentar un creixement de la població per sota dels nivells nacionals. L'eix nord-sud a través del comtat al llarg del costat oest del fiord de Trondheim és la principal via de transport, que inclou la ruta europea E06 i la Línia de Nordland.

## Geografia
Nord-Trøndelag vorejava el comtat Nordland al nord, l'antic comtat de Sør-Trøndelag al sud, Suècia a l'est i el mar de Noruega a l'oest. La capital del comtat era la ciutat de Steinkjer, amb 20.527 habitants (2005). El llac més gran n'era el Snåsavatnet i el riu més gran n'era el Namsen, un dels millors rius de salmó de tot Europa. Altres rius de salmó coneguts són el Verdalselva i el Stjørdalselva. El Salvatnet és el segon llac més profund d'Europa, amb una profunditat màxima de 482 m. Un altre llac ubicat a la zona és el Byavatnet. Stjørdal era la ciutat més gran al comtat. Hi ha hospitals locals a Levanger i Namsos.
Una gran part de la població viu prop del gran fiord de Trondheim, que és una característica central de la part sud d'aquest municipi. Al nord hi ha altres fiords, principalment els de Namsen i Folda. També hi ha terres baixes agrícoles fèrtils en algunes àrees en la riba oriental i nord-oriental del fiord de Trondheim (principalment a Stjørdal, Frosta, Levanger, Inderøy, Verdal i Steinkjer), amb camps extensos. Juntament amb els camps de cereals a les terres baixes de la zona de Namdalen, formen l'àrea de cultiu de gra més septentrional de la Noruega actual.

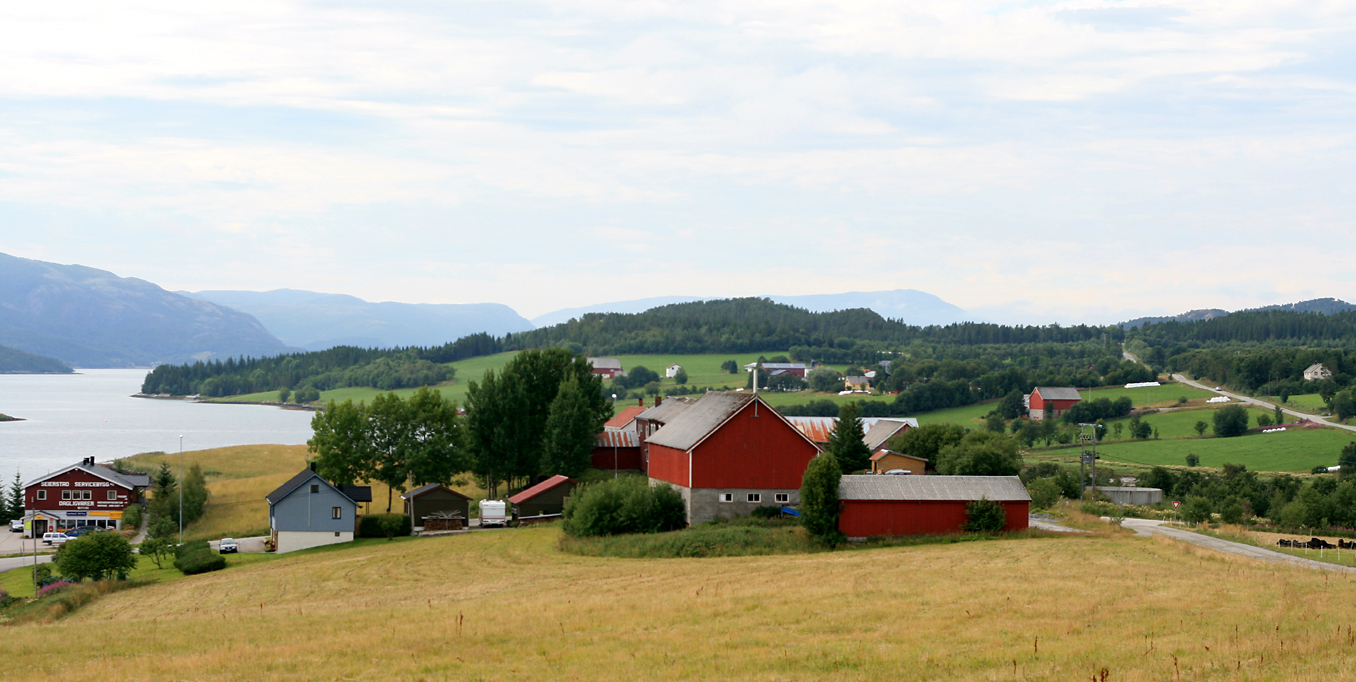
Seierstad a Fosnes.

No obstant això, l'avet domina els boscos del comtat i cobreix una àrea molt més gran, i Nord-Trøndelag era el segon comtat en producció de fusta a Noruega després de Hedmark. El bosc i les terres altes de Nord-Trøndelag feien que el comtat fos un dels pocs llocs de Noruega amb quatre espècies de cérvols (ants, cabirols, cérvols rojos i rens). Hi ha muntanyes boscoses prop de la frontera amb Suècia, i muntanyes costaneres de roques nues a la costa nord. Els boscos d'avets es troben fins i tot a la costa, on algunes àrees es classifiquen com a bosc temperat (bosc boreal, vegeu boscos costaners de coníferes d'Escandinàvia). Hi ha diversos parcs nacionals a l'antic comtat, entre els quals el Parc Nacional de Blåfjella-Skjækerfjella (un dels més grans de Noruega), el Parc Nacional de Børgefjell (parcialment), el Parc Nacional de Lierne, i el Parc Nacional de Skarvan i Roltdalen (parcialment).

### Clima

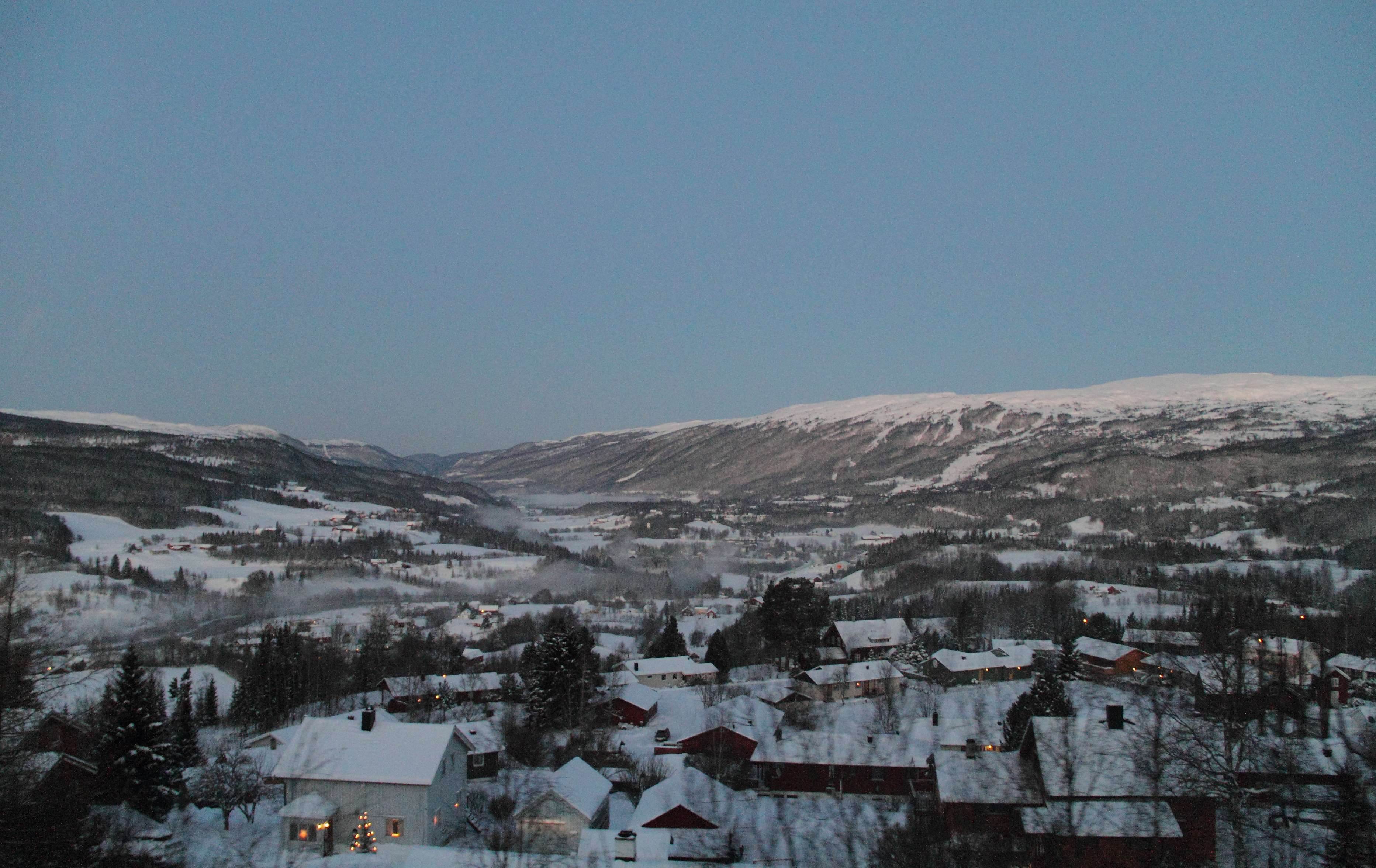
Meråker al gener.

El clima de Nord-Trøndelag és molt variat, amb diferències climàtiques significatives entre les parts interiors del comtat protegides per muntanyes i en alguns fiords i les terres baixes. Al fiord de Trondheim hi esmorteeix tant la calor de l'estiu com el fred de l'hivern, però cap de les dues estacions és gaire extremada. A Inland s'hi experimenten hiverns molt freds amb extrems d'entre -35 a -40 °C, sent la precipitació anual de 500 a 750 mm. A la costa de Namdal el clima està fortament influenciat pel mar de Noruega, i la precipitació anual és de 750 a 1.000 mm. La precipitació més alta es presenta a les regions muntanyoses costaneres, on la precipitació anual és de 1.500 a 2.000 mm.

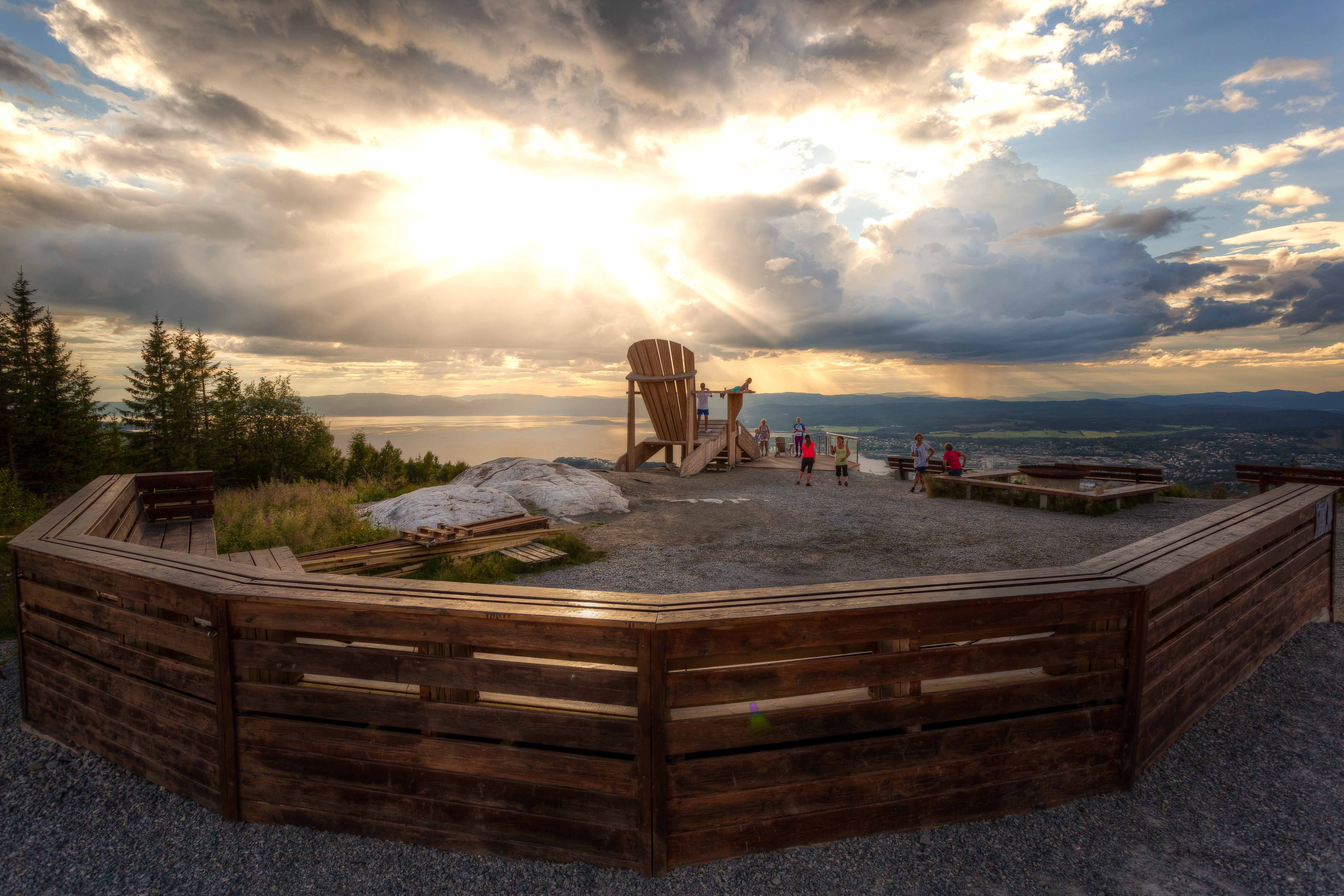
Posta de sol en una zona elevada.

El vent normalment bufa del sud-oest, tot i que a l'hivern pot bufa de l'est o sud-est i a l'estiu d'oest i a nord-est. La incidència de la boira és menor que a l'est, però arriba una mica de boira a les zones costaneres durant l'estiu. A l'hivern i a finals de tardor també sol haver-hi boira.
La temperatura més alta mai registrada al comtat és de 34,5 °C a Stjørdal el 17 de juliol de 1945 i la més baixa va ser de -40,7 °C a Nordli el 15 de març de 1940. La precipitació anual més elevada va ser de 2.840 mm a Nærøy el 1983. La velocitat més alta del vent va ser de 45,3 m/s al far de Sklinna el 12 de gener de 1983.
| Dades climàtiques a Steinkjer      | Dades climàtiques a Steinkjer | Dades climàtiques a Steinkjer | Dades climàtiques a Steinkjer | Dades climàtiques a Steinkjer | Dades climàtiques a Steinkjer | Dades climàtiques a Steinkjer | Dades climàtiques a Steinkjer | Dades climàtiques a Steinkjer | Dades climàtiques a Steinkjer | Dades climàtiques a Steinkjer | Dades climàtiques a Steinkjer | Dades climàtiques a Steinkjer | Dades climàtiques a Steinkjer |
| Mes                                | gen                           | febr                          | març                          | abr                           | maig                          | juny                          | jul                           | ag                            | set                           | oct                           | nov                           | des                           | anual                         |
| ---------------------------------- | ----------------------------- | ----------------------------- | ----------------------------- | ----------------------------- | ----------------------------- | ----------------------------- | ----------------------------- | ----------------------------- | ----------------------------- | ----------------------------- | ----------------------------- | ----------------------------- | ----------------------------- |
| Màxima mitjana °C (°F)             | −1 (30)                       | −1 (30)                       | 2 (36)                        | 8 (46)                        | 12 (54)                       | 16 (61)                       | 19 (66)                       | 18 (64)                       | 13 (55)                       | 7 (45)                        | 3 (37)                        | 0 (32)                        | 8 (46)                        |
| Mitjana diària °C (°F)             | −3 (27)                       | −4 (25)                       | −1 (30)                       | 3 (37)                        | 9 (48)                        | 13 (55)                       | 14 (57)                       | 13 (55)                       | 9 (48)                        | 5 (41)                        | 0 (32)                        | −3 (27)                       | 4 (39)                        |
| Mínima mitjana °C (°F)             | −5 (23)                       | −6 (21)                       | −4 (25)                       | 2 (36)                        | 6 (43)                        | 10 (50)                       | 12 (54)                       | 11 (52)                       | 7 (45)                        | 3 (37)                        | −1 (30)                       | −4 (25)                       | 3 (37)                        |
| Precipitació mitjana mm (polzades) | 98 (3.86)                     | 76 (2.99)                     | 72 (2.83)                     | 57 (2.24)                     | 44 (1.73)                     | 54 (2.13)                     | 71 (2.8)                      | 66 (2.6)                      | 111 (4.37)                    | 111 (4.37)                    | 89 (3.5)                      | 111 (4.37)                    | 960 (37.8)                    |
| Font:                              |                               |                               |                               |                               |                               |                               |                               |                               |                               |                               |                               |                               |                               |

## Història

### Abans de crist

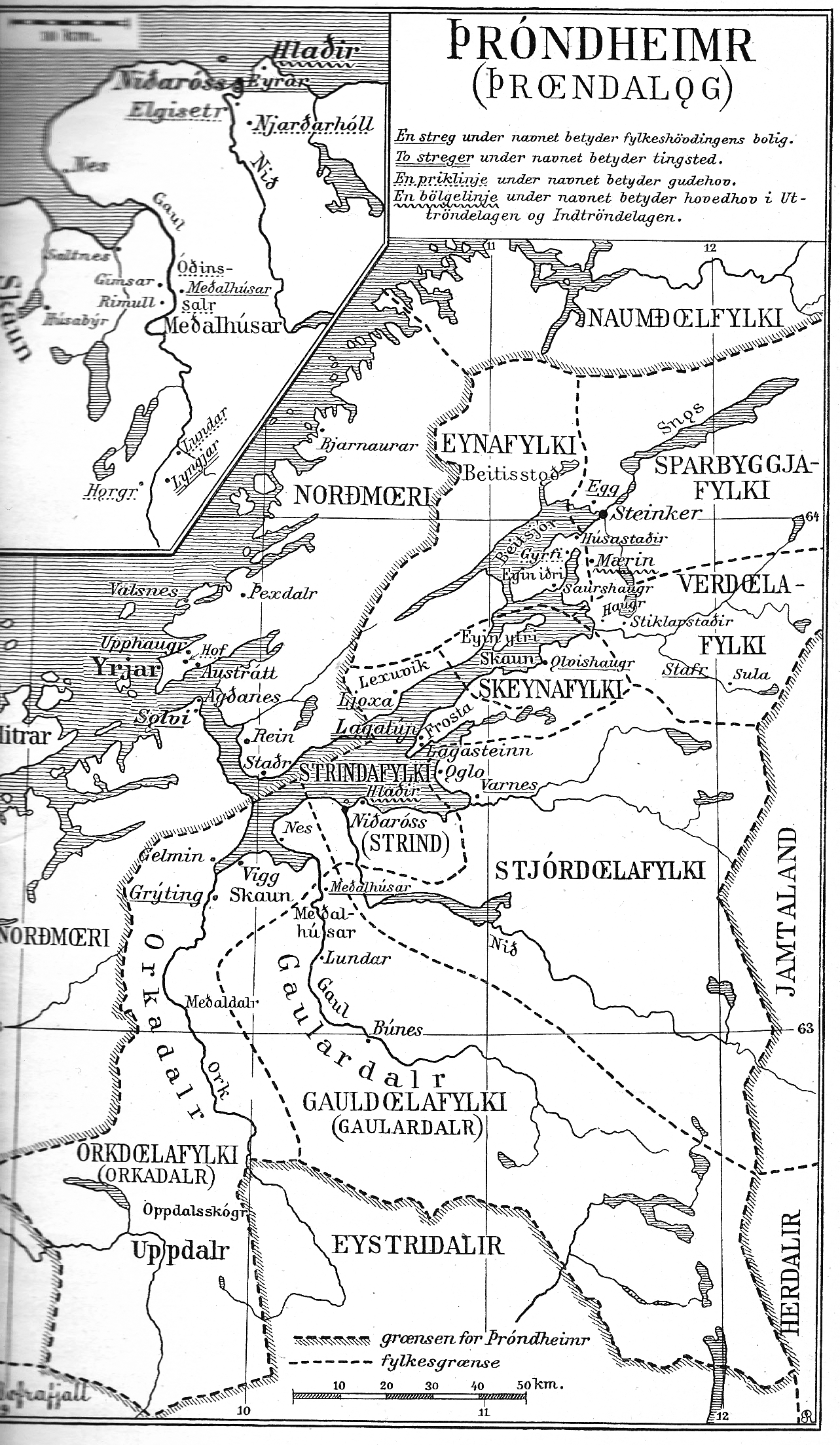
Mapa de Trøndelag durant l'edat de ferro.

Els primers habitants establerts a Nord-Trøndelag ho feren a les zones costaneres de Flatanger i Leka, entre el 7500 i 6000 aC, que anaren avançant cap al nord al llarg de la costa. Durant la mateixa època la població es movia al nord al llarg del fiord de Trondheim. Els primers agricultors van arribar a Stjørdal abans del 2000 aC, durant l'Edat de Pedra. Al principi l'economia es basava principalment en els animals, el que va permetre a la gent a romandre nòmades durant molt de temps, combinant l'agricultura amb la ramaderia. Fa d'entre 2.000-2300 anys del començament de la propagació d'avet al comtat, i des del 1300 dC fins a l'actualitat el paisatge està dominat d'avet. Durant l'edat de bronze (1800-1000 aC), les primeres grans tombes foren construïdes a la zona del fiord de Trondheim. El primer cultiu de cereals fou d'ordi al voltant del 500 aC, que posteriorment fou complementada amb altres cereals.

### Després de crist
Al segle i, s'inicià la mineria de ferro en zones de pantans de les parts orientals del país. S'establiren diverses comunitats petites prop dels pantans, conreant la bona terra agrícola, generant comerç i especialització ocupacional. No obstant això, la indústria minera es va aturar al segle v. En els segles següents, a conseqüència de les invasions bàrbares, s'instaurà un sistema judicial germànic, la qual cosa suposà un desenvolupament posterior del sistema posat en marxa durant l'època de la mineria. Al segle v, es dugué a terme la primera organització de soldats, amb la construcció de fortins. Al mateix segle l'àrea actual del nord de Trøndelag va ser dividida en diversos comtats; Stjørdølafylke, Skøynafylke, Øynafylke, Verdølafylke, Sparbyggjafylke i Naumdølafylke.

### Edat mitjana

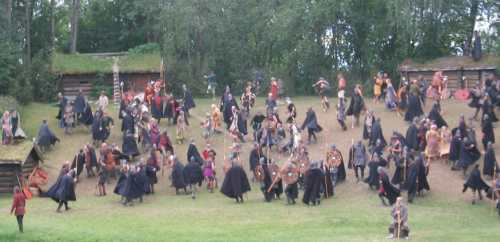
Representació de la batalla de Stiklestad.

Des del segle x, el tribunal de Frostating s'establí com a principal òrgan de justícia de tota l'àrea del fiord de Trondheim El temple germànic per adorar als déus de la mitologia nòrdica es trobava a Mære i era un lloc comú per al sacrifici d'animals. El 997, Olaf I establí Nidaros (l'actual Trondheim), i el mateix any començaren una sèrie d'atacs que conquerir Innherred. Per contrarestar, els soldats d'Innherred establiren un mercat a Steinkjer. A la batalla de Stiklestad, que tingué lloc el 1030, el rei Olaf Haraldsson fou assassinat per un exèrcit de pagesos en una batalla per la supremacia sobre Trøndelag. En les següents dècades, tot i la derrota del rei cristià Olaf, Trøndelag fou cristianitzada gradualment, donant lloc a la construcció d'esglésies i dos monestirs. Al segle xiii, es codificaren les lleis del Frostating, moment en el qual tot Trøndelag estava sota les seves ordres.

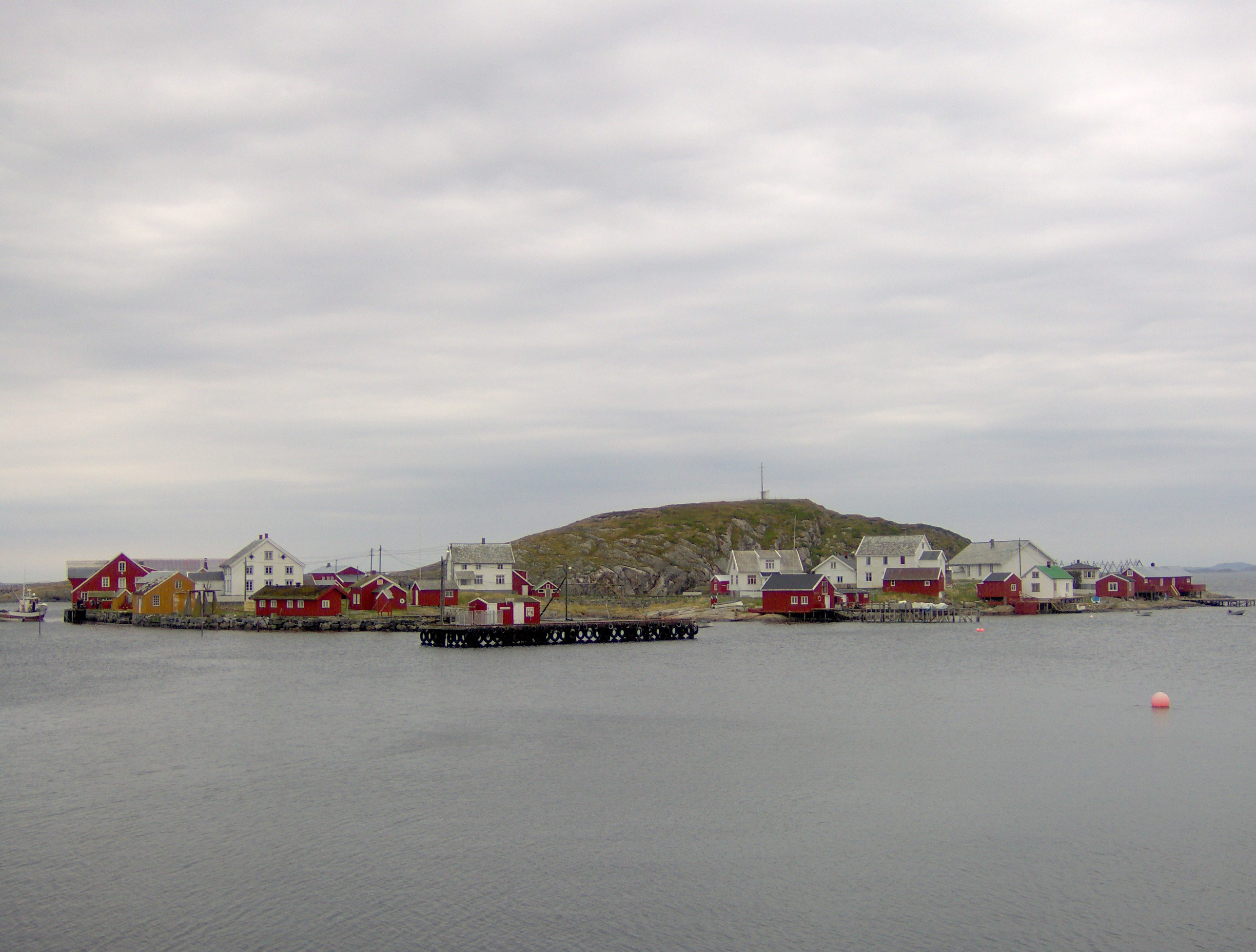
L'illa de Heimværet.

Durant l'època vikinga, la població augmentà, arribant als 20.000 habitants a mitjan segle xiii. La pesta negra va matar molta gent, despoblant-se els pobles de Nordli i Meråker. Els samis emigraren en aquestes terres des del nord durant els dos segles següents. L'arquebisbe de Nidaros, Olav Engelbrektsson, feu construir una fortalesa a l'illa de Steinvikholmen (Stjørdal), que es completà el 1532, i es convertí en el centre de l'arquediòcesi. Posteriorment, el nombre d'agricultors continuà augmentant. Al segle XI començà l'exportació de peix i la fusta, i s'establiren les primeres serradores.

### Edat Moderna
Al segle xvii, l'administració del comtat canvià gradualment de compte, que passà a un representant del rei de Copenhaguen. Els impostos s'incrementaren per a finançar els soldats, i a Nord-Trøndelag els agricultors s'hagueren d'unir a l'exèrcit per lluitar contra Suècia a Jämtland.

### Edat Contemporània

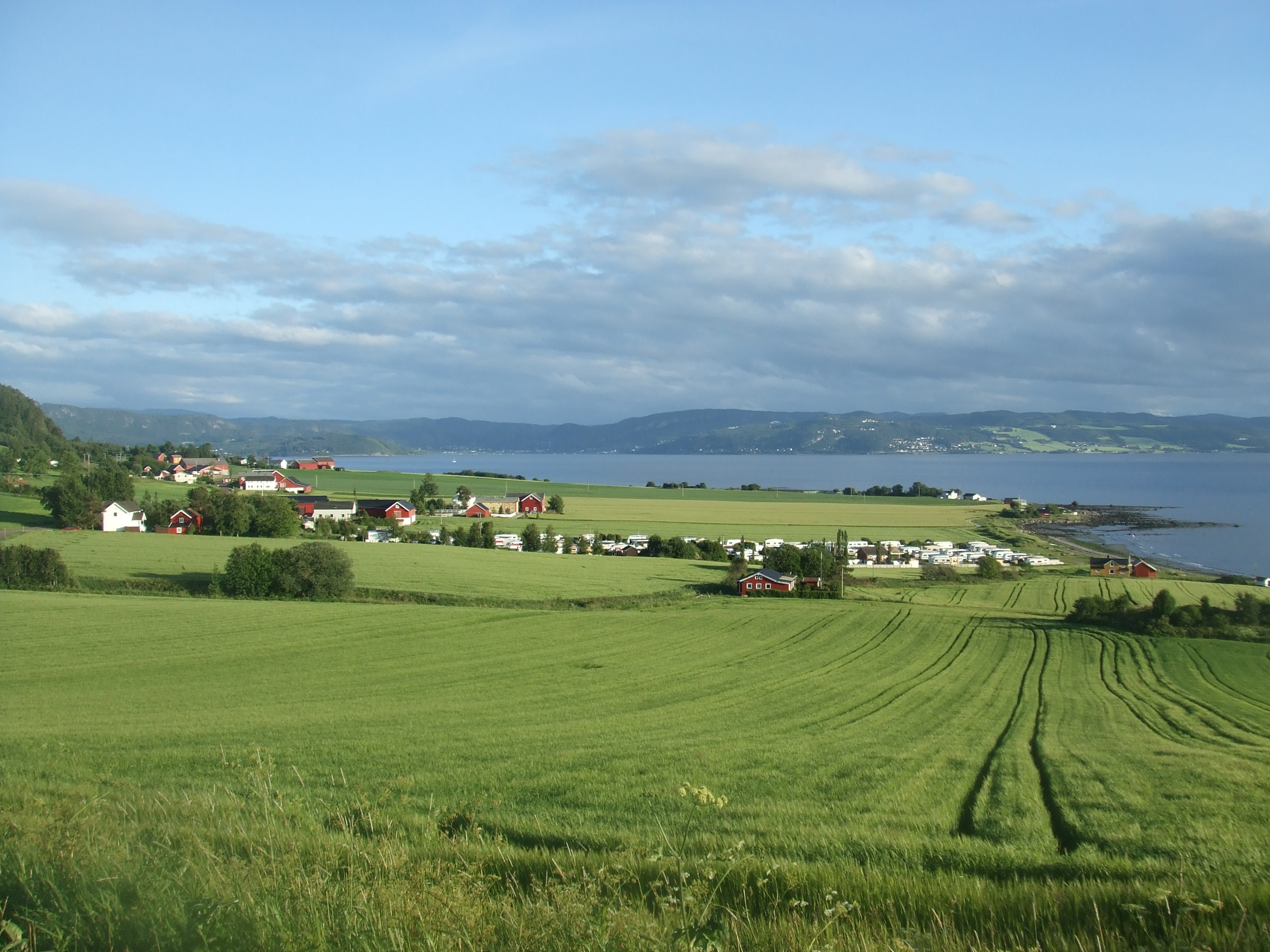
Camp de cerals a Skatval

Al segle xviii s'introduí a les escoles la confirmació, i durant la dècada del 1700 arribà la patata al comtat. Algunes parts de Namdalen reberen immigrants de la zona d'Østlandet. El 1804, la regió de Trøndelag (Trondhjems amt) es dividí en dos comtats, de manera que la part nord es convertí amb Nordre Trondhjems amt, que l'any 1919 es canvià per Nord-Trøndelag. El 1838 -any en què es crearen els municipis de Noruega-, Nordre Trondhjems amt formà 18 municipis, nombre que gradualment augmentà a 48. El 1836, Levanger rebé l'estatus de ciutat comercial, seguida de Namsos el 1845 i Steinkjer el 1857. El 31 de desembre de 2017 el comtat de Nord-Trøndelag s'uní al comtat de Sør-Trøndelag, tot formant un únic comtat, Trøndelag.

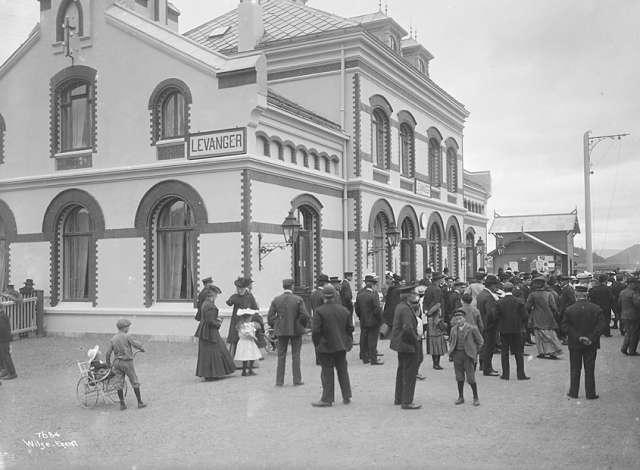
Estació de Levanger el 1907

El 1851, les reunions públiques de Marcus Thrane causaren disturbis exigint un augment dels drets laborals. La primera serradora de vapor s'establí a Spillum el 1853, i la silvicultura començar a convertir-se en una professió, més que una feina de temps parcial durant l'hivern. Des de finals del segle xviii, els vaixells de vela van començar a navegar amb tràfic regular al llarg de la costa i al fiord de Trondheim. La majoria dels recursos naturals eren propietat de la burgesia de Trondheim, ja que es necessitava una concessió reial per a qualsevol explotació. Durant l'última meitat del segle xix, desenes de milers de persones emigraren a l'Amèrica del Nord, amb algunes comunitats que perderen una mica menys de la meitat de la seva població.
La industrialització s'inicià el 1838 amb els vaixells de vapor amb tràfic regular al llarg de la costa, i més tard al fiord de Trondheim i al Snåsavatnet. A la fi del segle xix el comtat experimentà una gran transformació, ja que l'economia va passar de basar-se principalment en l'autoproducció d'un comerç professional. La Línia de Meråker arribà a Hell el 1881, i el 1905 la Línia Hell-Sunnan arribà a Sunnan. El primer vol es va enlairar de Værnes el 1914, i el 1948 s'iniciaren vols regulars amb Oslo.

## Demografia
| Religió a Nord-Trøndelag (%) | Religió a Nord-Trøndelag (%) |
| ---------------------------- | ---------------------------- |
| Cristianisme                 | 91,21%                       |
| Islam                        | 0,38%                        |
| Budisme                      | 0,12%                        |
| Altres                       | 8,28%                        |

L'any 2010 Nord-Trøndelag tenia 131.555 habitants. Hi havia 55,910 cases, de 2,3 persones per llar. L'esperança de vida és de 77,7 anys als homes i 82,4 anys les dones, nombres per sobre de la mitjana nacional. Hi havia 5.942 estrangers, el 4,5% de la població, incloent-hi nascuts a Noruega de pares immigrants. Hi havia 4.699 persones amb ciutadania estrangera, el nombre més baix de qualsevol comtat tant en nombres absoluts com relatius. Les principals fonts d'immigració són l'Europa de l'Est i l'Àsia.
El cristianisme és la religió dominant. El 2010, tan sols 5.061 persones (3,8%) no estaven registrades com a membres de l'Església de Noruega. D'aquests, 2.581 (1,9%) eren membres d'altres grups cristians, mentre que 1.762 (1,3%) eren irreligiosos, 508 (0,3%) declaraven ser musulmans, mentre que 158 eren budistes, i 52 pertanyien a altres religions.
El Trøndersk és un dialecte del noruec que amb petites modificacions es parla a tot Trøndelag i Nordmøre. Es caracteritza per l'ús d'apòcope i l'exageració de la "L". El Trøndersk parlat a Nord-Trøndelag és més ampli i més propera al nòrdic antic del que es parla a Trondheim, amb un llenguatge més ampli a Innherred. Les ciutats de Nord-Trøndelag han estat més influenciades pel noruec estàndard i parlen un dialecte menys ampli. En comparació amb Sør-Trøndelag, hi ha una tendència de dir utjamning en lloc de tiljamning. L'ús del cas datiu està desapareixent gradualment. Al voltant de 300 persones samis, que es concentren al voltant del Snåsa, parlen l'idioma sami meridional. No és mútuament intel·ligible amb altres llengües samis, i pertany a les llengües uralianes, una família de llengües diferents a Noruega.
| 1951    | 1961    | 1971    | 1981    | 1991    | 2001    | 2011    | 2021?   | 2031?   |  |
| 109,948 | 116,760 | 117,998 | 125,835 | 127,226 | 127,261 | 132,140 | 142,638 | 152,108 |  |

## Govern
El comtat de Nord-Trøndelag concentrava 3.000 quilòmetres de carreteres al comtat, tenia transport públic, onze escoles de Secundària superiors als 7.000 alumnes, desenvolupament regional i altres característiques de menys importància. El municipi del comtat era dirigit per un consell de 35 membres, que en les eleccions de 2007 consistia en membres de set partits. L'administració era dirigida per un gabinet amb sis membres, en representació del Partit Laborista, el Partit Conservador, el Partit Liberal i el Partit Democristià. El gabinet era dirigit per Alf Daniel Moen del Partit Laborista, mentre que Gunnar Viken del Partit Conservador era el governador del comtat.
El governador del comtat de Nord-Trøndelag era el representant de l'Estat al comtat. Del 2009 al 2017 (l'any en què el comtat es va dissoldre), el governador va ser Inge Ryan, un parlamentari pel Partit Socialista d'Esquerra. El comtat està cobert per tres tribunals de districte situats a Steinkjer, Levanger, Namsos. Tots estan subordinats al tribunal superior. El comtat estava cobert pel Districte de Policia del comtat.
Nord-Trøndelag també constituïa un districte electoral al Parlament de Noruega, que constava de sis representants. En les eleccions de 2009, el Partit Laborista va rebre tres representants, i els altres tres, cada un d'un partit diferent. eren del Partit del Centre, del Partit del Progrés i del Partit Conservador.

## Economia

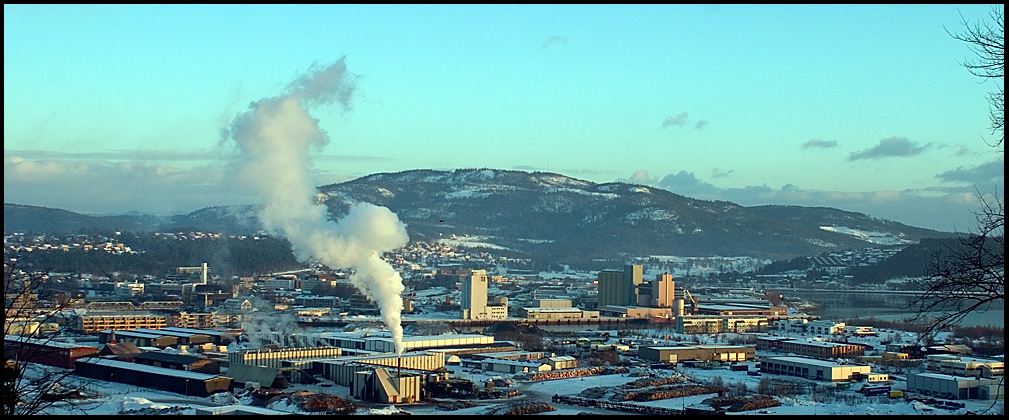
Steinkjer, la capital de l'antic comtat

El 2007 Nord-Trøndelag tenia un producte interior brut (PIB) per capita NOK 242.895 i un ingrés per capita de NOK 165.075, menys que qualsevol altre comtat noruec. Per al PIB per capita, Nord-Trøndelag jeia en el 67% de la mitjana nacional, amb exclusió de la plataforma continental, i es va quedar just per sobre d'un terç d'Oslo.
L'agricultura és comuna a l'est del fiord de Trondheim i a les parts baixes d'Indre Namdal i Naerøy. 876 quilòmetres quadrats de terra s'utilitzen per a l'agricultura, dels quals 310 són cereals, que dominen al llarg del fiord de Trondheim. El comtat representava un 10% de la producció agrícola de tot el país, i cap altre comtat té un percentatge tan alt de producció agrícola. Tradicionalment les granges són de dos o tres edificis, amb la casa al costat, anomenada trønderlån, que és estreta i llarga. La pesca és una important indústria al llarg de la costa, sobretot a Ytre Namdal. El Fiord de Trondheim és el fiord amb la quantitat de peixos pescats més alta de Noruega, sent especialment abundant el salmó, que ha experimentat un ràpid creixement des de la dècada del 1970. La major part del peix s'exporta a l'Europa Continental, i en menor grau a l'Extrem Orient.

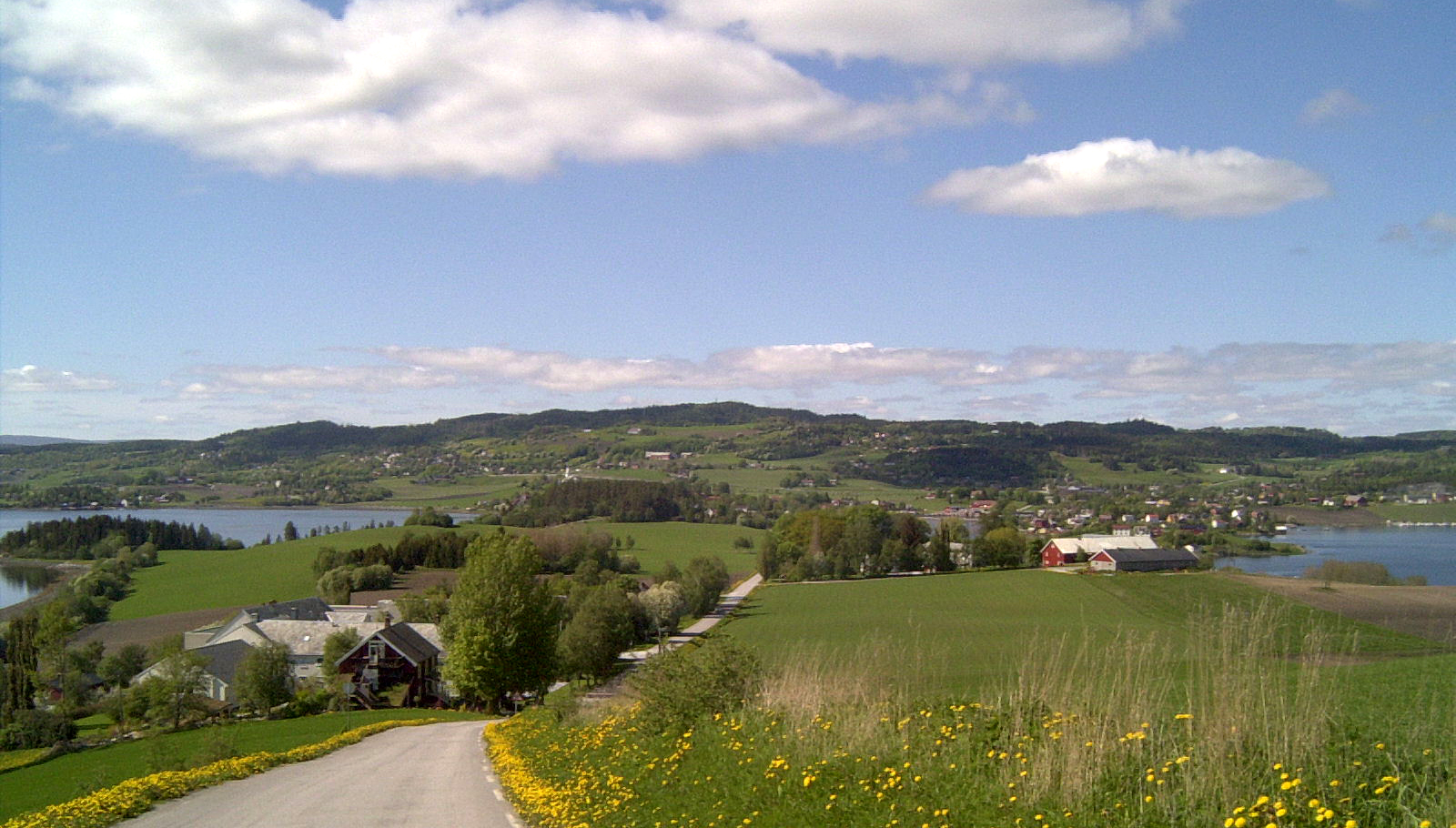
Carretera a Straumen, Inderøy.

El 40% de l'antic territori del comtat està cobert de bosc, i es tractava de l'únic comtat on l'avet creix a la línia de la costa. Es talen cada any fins a 800.000 metres cúbics de fusta, de la qual el 95% és d'avet i el 3% és de pi roig. Statskog, una agència del govern, posseeix 7.330 quilòmetres quadrats de Nord-Trøndelag, dels quals 1,068 són coberts de bosc productiu. Els principals propietaris de grans boscos privats són Værdalsbruket i Meraker Brug, mentre que els municipis són amos de 178 quilòmetres quadrats. Norske Skog Skogn, establerta el 1962 i ubicada a Skogn, és una de les companyies més grans de l'antic comtat, i es troba entre els majors productors de paper de premsa de tot Europa. També hi ha empreses productores de polpa.
A l'antic comtat hi ha quatre universitats populars: Sund, Namdal, Skogn i Bakketun. La Universitat del Comtat de Nord-Trøndelag té campus a Levanger, Steinkjer, Stjørdal i Namsos, i proporciona educació universitària a 4.460 alumnes. L'Autoritat Regional de Salut Central de Noruega es troba a Stjørdal, i la seva filial Nord-Trøndelag Trust Hospital opera dos hospitals a Levanger i Namsos. La producció d'hidroelectricitat a Nord-Trøndelag és de 2,9 TWh l'any, la qual és propietat de Nord-Trøndelag Elektrisitetsverk (NTE).

## Cultura

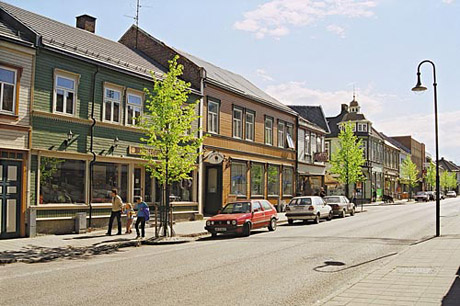
Kirkegata,el carrer principal de Levanger.

La cuina tradicional consistia en cinc àpats al dia, i contenia l'arengada, les farinetes de civada, productes lactis i pa pla, amb la patata que entrà en ús durant el segle xix. L'Arengada i la patata es van convertir en l'estàndard de menjars per als plebeus. Les especialitats locals inclouen ginger ale, akvavit i sood, mentre que era comú menjar grævfisk i rakfisk (peix podrit cru) a les zones muntanyoses.
El teatre de Nord-Trøndelag, situat a Verdalsøra, és l'únic teatre professional durant tot l'any. Des del 1954, el Teatre de Sant Olav ha estat realitzat la batalla de Stiklestad. De la mateixa manera, se celebra una òpera a la mitjanit a l'aire lliure a Steinvikholmen, que retrata els esdeveniments històrics succeïts allà. La revista amateur és popular, i el Festival de Revue noruec es manté a Høylandet cada dos anys. Les tres bandes d'artistes musicals de més èxit són Åge Aleksandersen, Hans Rotmo i DDE, havent creat el gènere trønderrock. Els dos primers van tenir el seu gran avanç en la dècada del 1970, 
mentre que el tercer el tenia a la dècada del 1990. El Levanger HK juga a la Primera Lliga de Dones d'Handbol. Saemien Sijte, situada a Snåsa, és un centre de la cultura sami.

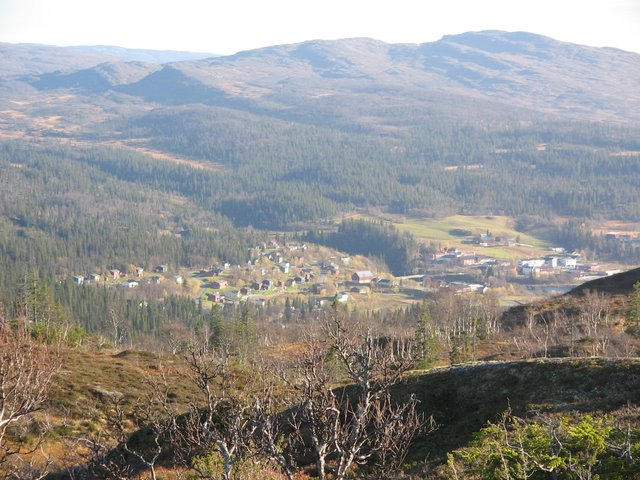
Røyrvik

Trønder-Avisa, publicat a Steinkjer, era l'únic diari de tot el comtat, encara que Adresseavisen, amb seu a Trondheim, també hi publicava. Namdalsavisa, publicat a Namsos, publica Namdalen. Els diaris locals, la majoria dels quals cobreixen un sol municipi, són Frostingen, Inderøyningen, Innherreds Folkeblad og Verdalingen, Levanger-Avisa, Lokalavisa Verran Namdalseid, Meråkerposten, Snåsningen, Steinkjer-Avisa, Stjørdalens Blad i Ytringen. La Companyia Noruega de Radiodifusió té oficines a Steinkjer i emetia programes de ràdio exclusivament per al comtat.

## Transport
La ruta europea E06 transcorre de nord a sud al llarg de l'est de l'antic territori del comtat, en part com una autopista. Aquesta ruta va des de Stjørdal a través de Steinkjer i Grong fins a Nordland. Altres vies importants en l'antic territori comtat són l'E14 entre Stjørdal i Suècia a través de Meråker, així com la ruta regional 17 des de Steinkjer fins a Nordland a través de Namsos i Nærøy. Hi ha ferris que naveguen a la costa, i per navegar pel fiord de Trondheim hi ha l'empresa Levanger-Hokstad Ferry. El transport privat per carretera és predominant, a diferència del transport públic, que opera molt escassament. La major empresa d'autobusos del comtat és TrønderBilene.

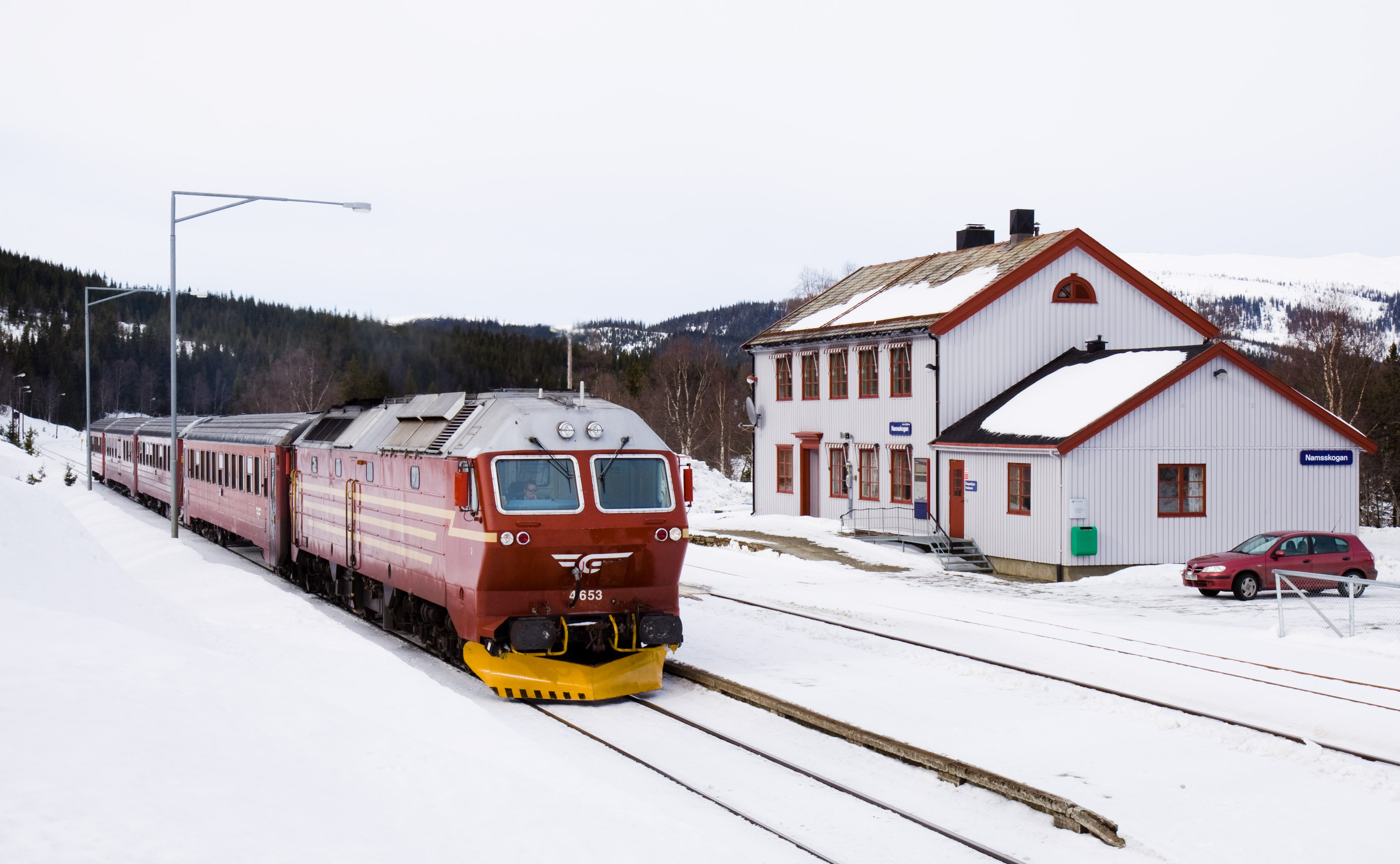
Un tren Di 4 aturat a l'estació de Namskogan, a la Línia de Nordland.

La Línia de Nordland és un ferrocarril que va des de Trondheim a Bodø, i transcorre de nord a sud a través de l'antic territori comtat. Al sud de Steinkjer la Tren de rodalia de Trøndelag opera a Trondheim. Hi ha també dues altres línies; la Línia de Meråker, que transcorre entre Trondheim i Estocolm i s'estén al comtat des de Stjørdal a Meråker. La Línia de Namsos és utilitzada exclusivament per a la càrrega i va de Grong a Namsos. Tots els ferrocarrils es troben sense electrificar. L'aeroport de Trondheim, Værnes, el tercer aeroport més gran de Noruega, es troba a Stjørdal, i té connexió amb altres importants aeroports de Noruega, així com destinacions europees. Hi ha dos aeroports regionals, l'aeroport de Namsos-Høknesøra i l'aeroport de Rørvik Ryum. El servei de ferri Exprés Costaner es troba a Rørvik.

## Divisió administrativa

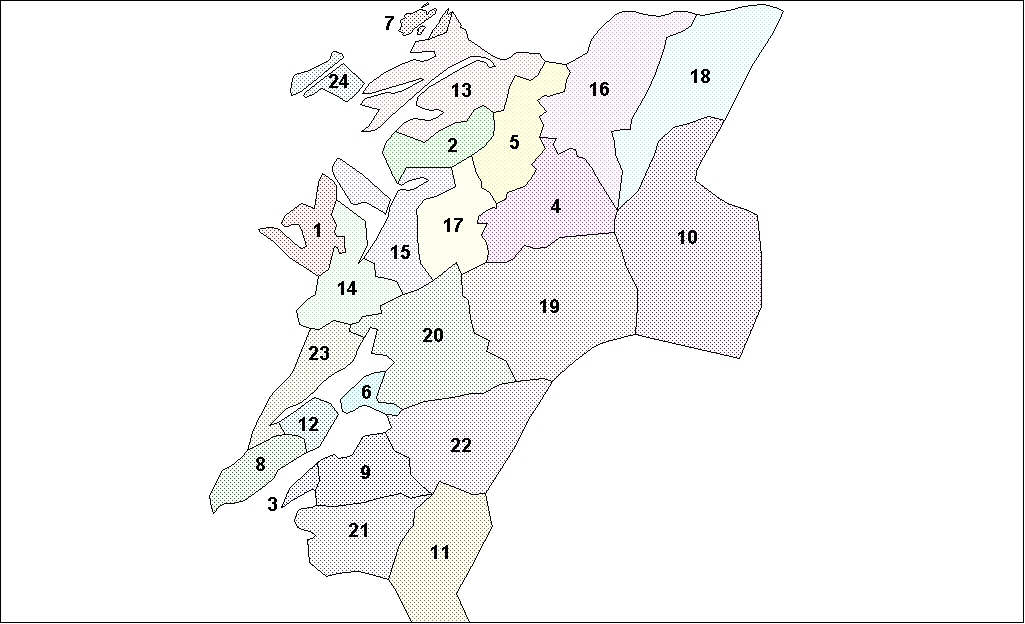
Mapa del comtat dividit en municipis.

La capital n'era Steinkjer, una ciutat amb 20,527 habitants (2005). Constava de 23 municipis, amb l'adhesió de Mosvik (n. 12 al mapa) a Inderøy (n. 6) el 2012.
| 1. Flatanger 2. Fosnes 3. Frosta 4. Grong 5. Høylandet 6. Inderøy 7. Leka 8. Leksvik 9. Levanger 10. Lierne 11. Meråker | 1. Nærøy 2. Namdalseid 3. Namsos 4. Namsskogan 5. Overhalla 6. Røyrvik 7. Snåsa 8. Steinkjer 9. Stjørdal 10. Verdal 11. Verran 12. Vikna |